# Simyra rubrobrunnea
Simyra rubrobrunnea là một loài bướm đêm trong họ Noctuidae.